# Ironie
 Poslechnout si článek · info
Ironie (řec. eironeia, zastírání, předstíraná nevědomost) je literární nebo řečnická forma, která dosahuje zvláštní, často humorný účinek tím, že vyslovuje něco podstatně jiného než skutečně míní: může přehánět, zastírat nebo říkat přímý opak. Je na posluchači nebo čtenáři, aby si toho všiml a rozuměl podle toho.
V literatuře je ironie způsob výsměchu. Mimoto je užívána za účelem kritiky, pro kterýžto účel mluvčí často používá termíny zdánlivě kladné v úmyslu devalorizovat předmět hovoru. Vzhledem k přirozené zdvořilosti člověka nebývá užívána opačně ve strachu o špatné pochopení i přes změny intonace nebo použití interpunkce (věta: „Bylo to odporné!“ v běžném jazyce nemůže zpravidla vyjádřit ironickou skutečnost, tedy: „Bylo to výborné“). Z tohoto důvodu je pro vyjádření pozitivních vlastností užíván především litotes (viz dále).
Ironie svou podstatou nutí čtenáře nebo posluchače, aby byl během četby nebo poslechu aktivní, aby přemýšlel a vybral si svou vlastní pozici v hovoru, často ve sporu.
Ironie namířená vůči vlastní osobě (tj. dělání si legrace sám ze sebe) se nazývá sebeironie.

## Charakteristika
Ironie je charakterizována především změnou intonace, v textu pak změnou typografie nebo interpunkcí (uvozovky, vykřičník, speciálním znakem horizontálně obráceného otazníku, atd.)
Nemusí být také provázena ničím, co by explicitně upozorňovalo, že se jedná o ironii. Takové použití je však pro svou všeobecnou nesrozumitelnost z praktických důvodů nebezpečné. Používá se jen v případech, kdy je obsah sdělení dostatečně absurdní. U některých národů však může být tento způsob ironie (stejně jako jakýkoli jiný) nesrozumitelný. Oproti tomu za humor nejvíce implicitně ironický bývá považován humor francouzský, méně pak anglický.
Pro praktické využití je slovní ironie užívána v argumentačních a kritických textech.
Autor používá rozličné stylové postupy (některé jsou substituabilní):

### Antifráze
Nejjednodušší způsob ironie. Vyslovení opaku toho, co chceme vyjádřit (podobně jako u ironie, ale dávajíce tento rozpor bez pochyb najevo).
- „Aha! No jasně. Ty jsi nevinný! A co ta krev na košili?“
- „Ty jsi mi ale hrdina…“
- „Aby ses nepředřel…“
- „Les rukou se zdvihl...“

### Hyperbola
Nadsázka, přehánění, zveličování. Zpravidla vyznívá ironicky i bez změny intonace nebo interpunkce.
- „Jasně, že je velká. Je obrovská, nesmírná, přímo obří.“ = „Je malá.“
- „Vím toho tolik, že si nemůžu na nic vzpomenout.“
- „Kdybych ještě trochu zpomalil, tak pojedeme dozadu.“

### Litotes
Vyjádření pomocí popření opaku. Často je použit dvojitý zápor.
- „Tenhle zákazník nepatří mezi nejvstřícnější, přestože nemá hluboko do kapsy, za hrubým slovem nechodí daleko.“
- „Tvoje odpovědi v testu – včetně těch chybných – nejsou nepodobné těm od tvého souseda.“
- „Nemůžu neříct, že tě nemám nerad.“

### Parodie
Napodobení (ale i přehánění, zveličování vad nebo jiných rysů a charakteristik) za účelem výsměchu. Bez znalosti subjektu, který je parodován, dochází k nepochopení.
- „Ptal se Schrödingera, co s tou kočkou dělá – vždyť je napůl mrtvá!“

## Vývoj
Principem ironie je zvýraznit absurditu toho, co je již samo o sobě absurdní nebo rozporné. Ironie vznikla převážně pro obohacení vyjadřovacích schopností a pro únik z uzavřenosti a přímočarosti. Její rozšířenost je dána i přirozenou vlastností člověka vidět směšnost v paradoxu a absurditě.